# William P. Taulbee

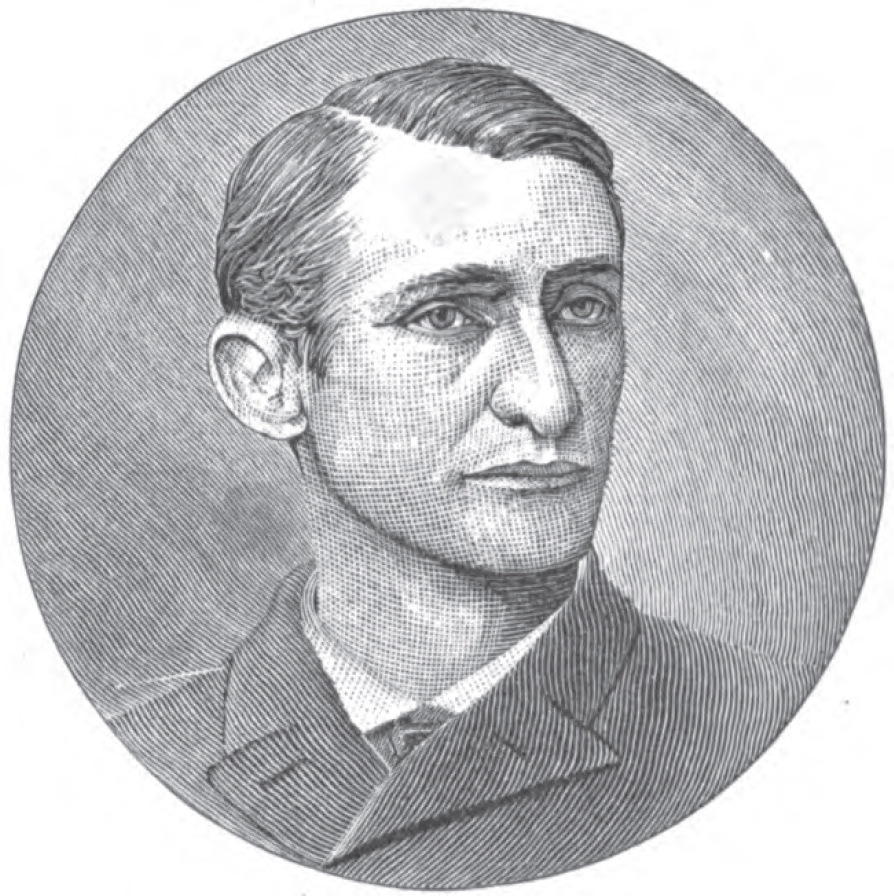
William P. Taulbee

William Preston Taulbee (* 22. Oktober 1851 bei Mount Sterling, Morgan County, Kentucky; † 11. März 1890 in Washington, D.C.) war ein US-amerikanischer Politiker. Zwischen 1885 und 1889 vertrat er den Bundesstaat Kentucky im US-Repräsentantenhaus.

## Werdegang
William Taulbee besuchte die öffentlichen Schulen seiner Heimat. Gleichzeitig wurde er auch von seinem Vater unterrichtet. Danach wurde er zum Geistlichen der Methodist Episcopal Church ordiniert. In den Jahren 1878 und 1882 wurde er zum Gerichtsdiener am Bezirksgericht im Magoffin County gewählt. Nach einem gleichzeitigen Jurastudium wurde er im Jahr 1881 als Rechtsanwalt zugelassen.
Politisch schloss sich Taulbee der Demokratischen Partei an. Bei den Kongresswahlen des Jahres 1884 wurde er im zehnten Wahlbezirk von Kentucky in das US-Repräsentantenhaus in Washington, D.C. gewählt, wo er am 4. März 1885 die Nachfolge des Republikaners John D. White antrat. Nach einer Wiederwahl im Jahr 1886 konnte er bis zum 4. März 1889 zwei Legislaturperioden im Kongress absolvieren.
Im Jahr 1888 verzichtete Taulbee auf eine weitere Kandidatur. Während seiner Zeit im US-Repräsentantenhaus kam es zu einer Dauerfehde zwischen ihm und dem Journalisten Charles Kincaid, in der es um angebliche Beziehungen zwischen Taulbee und einer verheirateten 18-jährigen Angestellten des Patentamts ging. Der Streit der beiden Männer eskalierte nach Taulbees Ausscheiden aus dem Kongress weiter. Er blieb in Washington, um Kincaids Aktivitäten zu kontrollieren. Dabei wurde er am 11. März 1890 auf der Osttreppe des Kapitols von Kincaid erschossen. Dieser machte später Notwehr geltend und wurde 1891 freigesprochen. William Taulbee wurde auf dem Familienfriedhof nahe Mount Sterling beigesetzt.